# Miss Italia nel mondo 1996
La sesta edizione di Miss Italia nel mondo si è svolta presso le Terme Berzieri di Salsomaggiore Terme il 2 settembre 1996 ed è stata condotta da Paolo Bonolis. Vincitrice del concorso è risultata essere la svizzera Luana Spagnolo.

## Piazzamenti
| Risultato finale           | Concorrente                      |
| -------------------------- | -------------------------------- |
| Miss Italia nel mondo 1996 | - Svizzera - Luana Spagnolo      |
| 2ª classificata            | - Canada - Maria Christina Bruno |
| 3ª classificata            | - Brasile - Manoela Bertagnolli  |

## Concorrenti[1]
01 Algeria
02 Argentina - Mariana Myra Fernández
03 Australia - Deanne Blackburn
04 Australia - Yvette Germani
05 Belgio - Vanessa Panza
06 Brasile - Andréa Castellan Rizzon
08 Brasile - Manoela Bertagnolli
09 Canada - Maria Cristina Bruno
10 Canada
11 Croazia
12 Danimarca
13 Etiopia
14 Francia - Albane Bellicini
15 Germania
16 Irlanda
17 Lussemburgo
18 Malta
19 Marocco
20 Mauritania
21 Paesi Bassi
22 Perù
23 Perù
24 Slovenia
25 Stati Uniti d'America - Arcangela Rago
26 Stati Uniti d'America - Marisa Petroglio
27 Svizzera - Luana Spagnolo
28 Uruguay - Sofia Silveira
29 Ungheria
30 Venezuela - Barbara Di Francesco